# Maison Cuny-Mangin
La maison Cuny-Mangin est, au XIXe siècle (vers 1860), composée d'un architecte et d'un marbrier, associés en Lorraine. 
Leurs constructions sont encore présentes aujourd’hui, plus de cent soixante ans après leur pose, et onze d’entre elles sont inscrites à l’inventaire général du patrimoine culturel français. Cuny et Mangin sont les créateurs de plusieurs cimetières catholiques et juifs, ainsi que de nombreuses chapelles, monuments aux morts, tombes et pierres tombales notamment pour plusieurs généraux et membres/Commandeurs de la Légion d'honneur. Ils ont parfois travaillé en collaboration avec d’autres architectes et notamment Albert Cuny pour le cimetière juif de Lunéville.
François Cuny épousera par la suite Marguerite Mangin et le couple aura deux enfants, Clémentine et Charles. Ce dernier deviendra sculpteur notamment pour le monument de Blamont (pyramide de sept mètres en granit des Vosges) et aura de nombreuses collaborations avec Le Souvenir français. Il est également le grand-père du réalisateur Jean-Pierre Cuny et de l'écrivaine Marie-Thérèse Cuny. 